# Charles de Lasteyrie du Saillant

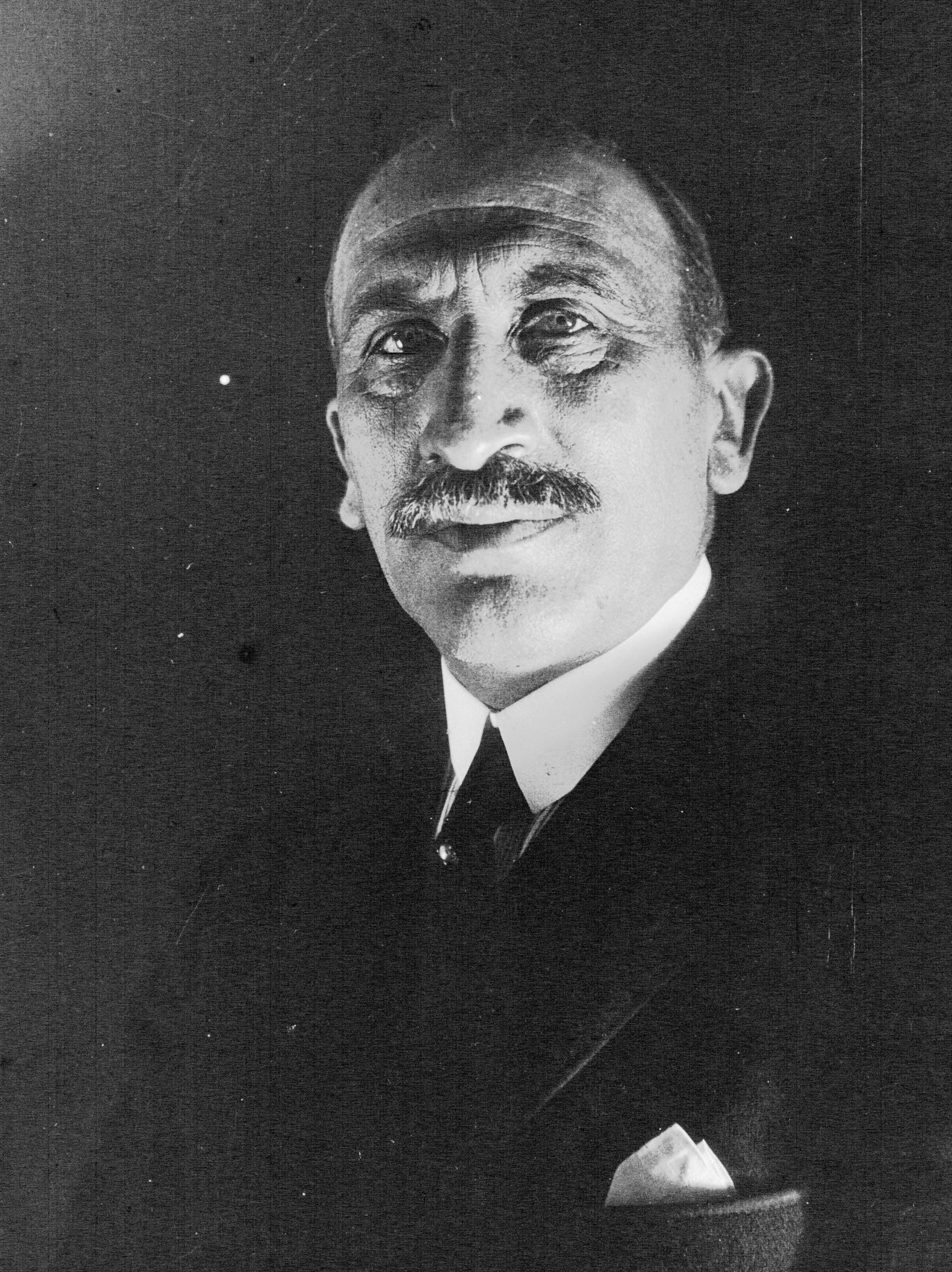
Charles de Lasteyrie du Saillant.

Charles de Lasteyrie du Saillant, född 27 augusti 1877, död 26 juni 1936, var en fransk finansman och politiker.
Lasteyrie du Saillant medverkade under första världskriget i organiserandet av blockaden mot Tyskland, var finansexpert vid fredsförhandlingarna och finansminister 1922-24 under för Frankrikes finanser bekymmersamma förhållanden. Han tillhörde deputeradekammaren 1919-24 och åter från 1928.